# Saint-Pierre-dels-Forcats
Saint-Pierre-dels-Forcats (catalansk: Sant Pere dels Forcats) er en by og kommune i departementet Pyrénées-Orientales i Sydfrankrig.

## Geografi
Saint-Pierre-dels-Forcats ligger i Conflent 83 km vest for Perpignan. Nærmeste byer er mod nord La Cabanasse (1 km) og Mont-Louis (3 km) og mod syd Planès (3 km).

## Demografi

### Udvikling i folketal
| 1962                                                              | 1968 | 1975 | 1982 | 1990 | 1999 | 2007 | 2015 | 2017 |
| ----------------------------------------------------------------- | ---- | ---- | ---- | ---- | ---- | ---- | ---- | ---- |
| 119                                                               | 114  | 166  | 156  | 185  | 213  | 233  | 267  | 267  |
| Tal fra og med 1962 er uden dobbelttælling (sans doubles comptes) |      |      |      |      |      |      |      |      |